# Theatrista albonigrella
Theatrista albonigrella är en fjärilsart som beskrevs av Hans Georg Amsel 1953. Theatrista albonigrella ingår i släktet Theatrista och familjen träfjärilar. Inga underarter finns listade i Catalogue of Life.